# Milan Blahynka
Milan Blahynka (* 29. srpen 1933 Ružomberok) je český literární teoretik narozený na Slovensku. Věnoval se především dílu Vítězslava Nezvala.

## Život
Milan Blahynka se narodil v Ružomberku a do roku 1939 vyrůstal na Slovensku, neboť jeho otec zde působil jako důstojník četnictva. Po rozpadu Československa se rodina přestěhovala na Moravu, nejprve do Starého Města u Uherského Hradiště, později do Osvětiman u Kyjova a posléze do Ježova u Kyjova, odkud pocházeli jeho rodiče.
Otcem Milana Blahynky byl Štěpán Blahynka, někdejší četník na Slovensku, pozdější velitel tzv. cikánského tábora v Hodoníně u Kunštátu a v Letech, kde sehrál velmi pozitivní úlohu (za necelých pět měsíců svého působení potlačil hrozící tyfovou epidemii a zlepšil životní podmínky internovaných). Po válce působil jako okresní velitel SNB v Uh. Hradišti a Kyjově, jako nestraník byl po Únoru 1948 penzionován.
V Kyjově Blahynka roku 1951 maturoval na reálném gymnáziu. Poté studoval češtinu a estetiku na Filozofické fakultě Univerzity Palackého v Olomouci. Studium ukončil roku 1956 diplomovou prací o Vítězslavu Nezvalovi.
Pracoval pak jako metodik Krajské lidové knihovny v Olomouci a od roku 1957 jako profesor na jedenáctileté střední škole v Litovli; působil i jako externí redaktor v olomouckém Krajském nakladatelství. V roce 1960 začal postgraduální studium na Institutu společenských věd při ÚV KSČ (obor estetika). Titul PhDr. získal roku 1968 za monografii Marie Pujmanová, titul CSc. roku 1969 za práci Vývojová logika avantgardy. Na začátku tzv. normalizace byl údajně vyškrtnut z KSČ. Přesto mohl plynule pokračovat ve vědecké, literárně-kritické i editorské činnosti. Je uveden na seznamu signatářů Anticharty.
V letech 1963–1989 pracoval v Ústavu české literatury Československé akademie věd (od roku 1968 v jeho brněnské pobočce), a to nejprve jako vědecký aspirant, poté jako vědecký pracovník. Později souběžně přednášel na Pedagogické fakultě v Ostravě. V roce 1989 se stal odborným asistentem na katedře české literatury Filozofické fakulty Univerzity Karlovy. Do brněnské pobočky ÚČL se vrátil v říjnu 1990 po nuceném odchodu z FF UK. Na podzim 1991 byl předčasně penzionován.

## Dílo
Navazoval především na marxistické koncepce Anatolije Vasiljeviče Lunačarského a Ladislava Štolla. Analyzoval tzv. materialistickou linii české meziválečné literatury (Vítězslav Nezval, S. K. Neumann, Vladislav Vančura, Marie Pujmanová) a věnoval se studiu jejích představitelů. Ze současníků věnoval pozornost Josefu Rybákovi, Janu Pilařovi, Ivanu Skálovi, Františku Nechvátalovi, Miroslavu Florianovi, Vladimíru Brandejsovi či Josefu Kainarovi, později Jaromíru Pelcovi, Petru Cincibuchovi či Karlu Sýsovi.
Svými ideologicky vedenými kritikami přispíval k ostrakizaci autorů, kteří nebyli spjati s komunistickým režimem.

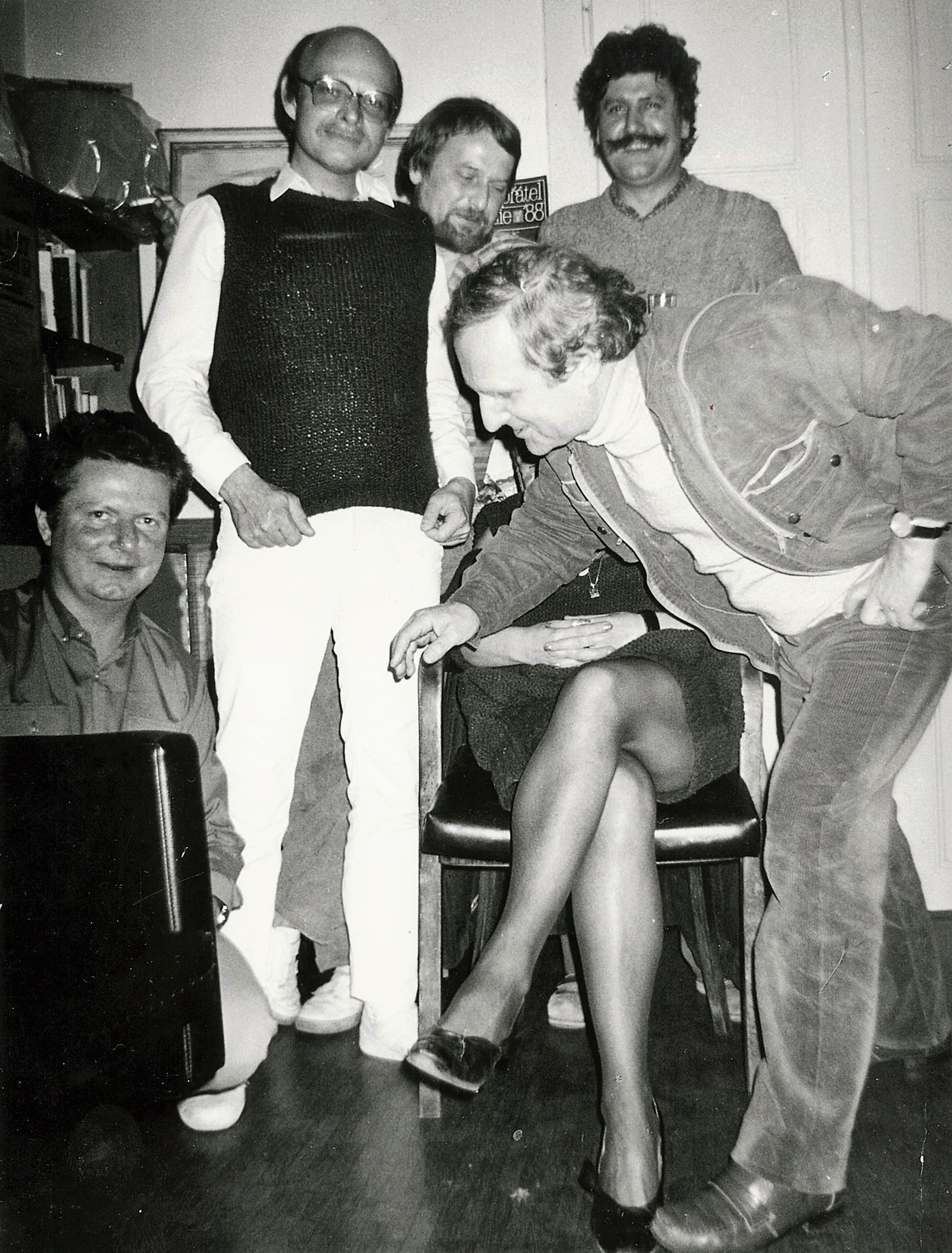
Část literární skupiny „Pětatřicátníků“ – Karel Sýs, Jaromír Pelc, Jiří Žáček, Jaroslav Holoubek a Petr Skarlant, zakrývající nejmenovanou sedící ženu, v redakci poezie Československého spisovatele 1988. Milan Blahynka napsal o „Pětatřicátnících“ zásadní monografii

Roku 1964 se stal editorem Díla Vítězslava Nezvala. Inicioval též vydávání textů z pozůstalosti Jaromíra Johna, které sám edičně připravil, a teoretických statí Vladislava Vančury. V roce 2010 obdržel Cenu Unie českých spisovatelů za přínos literární kritice a esejistice.